# Teledromas fuscus
El gallito arena o gallito de las arenas (Teledromas fuscus), es una especie de ave paseriforme de la familia Rhinocryptidae, la única del género Teledromas. Es endémico del norte y centro oeste de Argentina.

## Nombres comunes
Se le denomina también corre caminos, gallito de cerco, gallito de frente naranja, gallito negro, gallito rubio o pampa-guanaco.[cita requerida]

## Distribución y hábitat

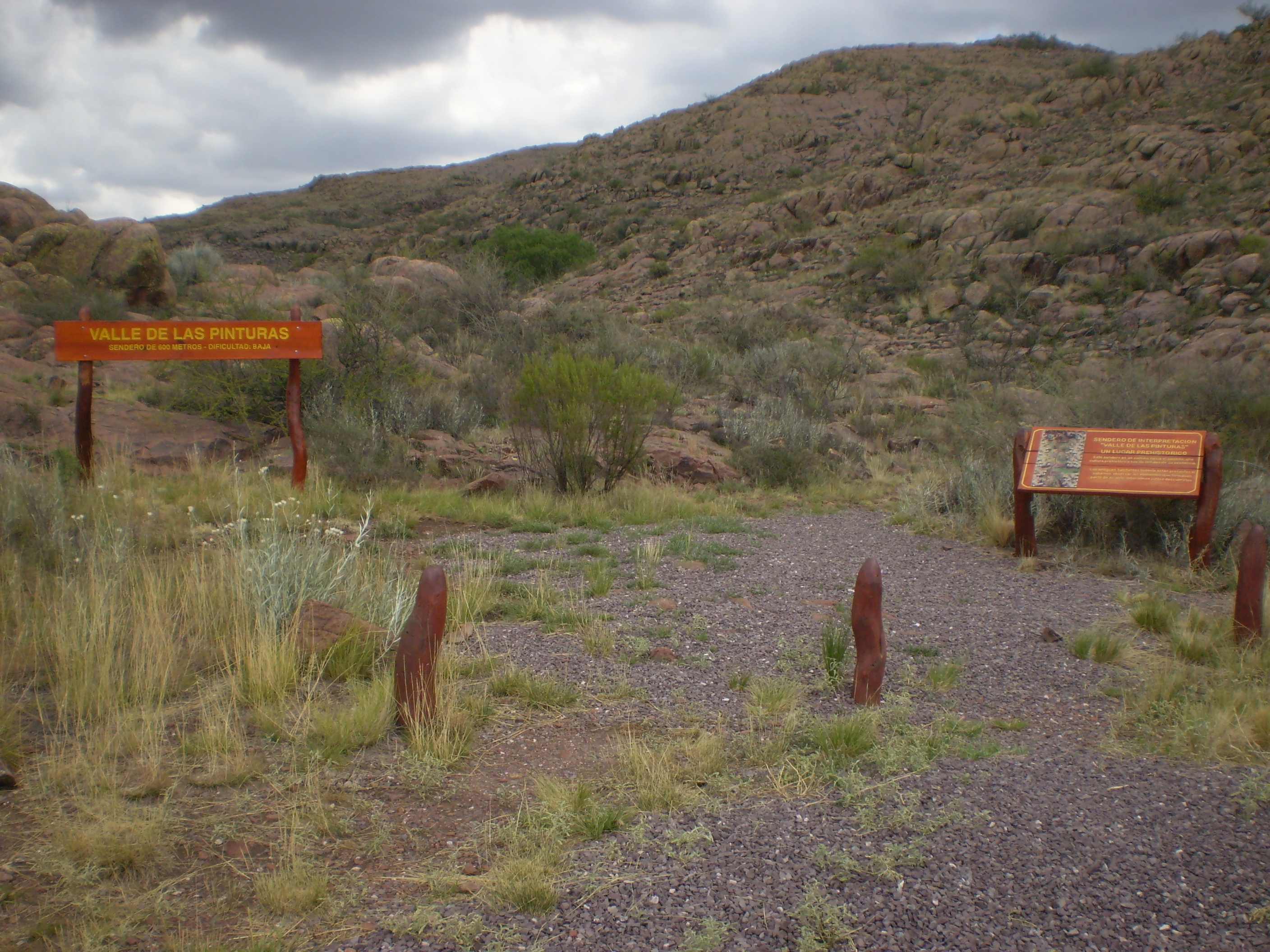
Vegetación característica del monte, el hábitat de la especie.

Se distribuye por las laderas andinas argentinas y estepas arbustivas desde el suroeste de Salta hasta Río Negro.
Es poco común y local en el suelo o cerca, en matorrales áridos dispersos del monte tropical o subtropical seco, hasta los 3500 m s. n. m. de altitud; prepuna, arenales y salistrales.

## Descripción física
Alcanza 19 cm de longitud. El dorso es pardo arenoso pálido con anillo ocular y región supraloral blanquecina, con una lista ocular más oscura. La larga y esbelta cola con puntas más pálidas y negruzca por abajo. Por abajo es blancuzco pardo amarillento. El pico es regordete. El pico y las patas son negros. El iris es pardo.

## Comportamiento
Es principalmente terrestre. Este huidizo y tímido gallito es encontrado con poca frecuencia y prefiere cobertura vegetal espesa; algunas veces puede ser visto saltando entre parches de vegetación, levantando la cola verticalmente, algunas veces tanto que llega a tocar el dorso.

### Alimentación
Se supone que su dieta consiste casi exclusivamente de artrópodos.

### Reproducción
La nidificación ocurre entre noviembre y febrero en los veranos australes. El nido es una taza abierta construida con hierbas y colocada al final de un túnel de 40–50 cm de longitud y de 6–7 cm de diámetro. Deposita dos huevos blancos que miden en promedio 28 x 20 mm.

### Vocalización
El canto es una serie de alrededor de 10 notas «cho» o «chu» que recuerdan a un Melanopareia.

## Sistemática

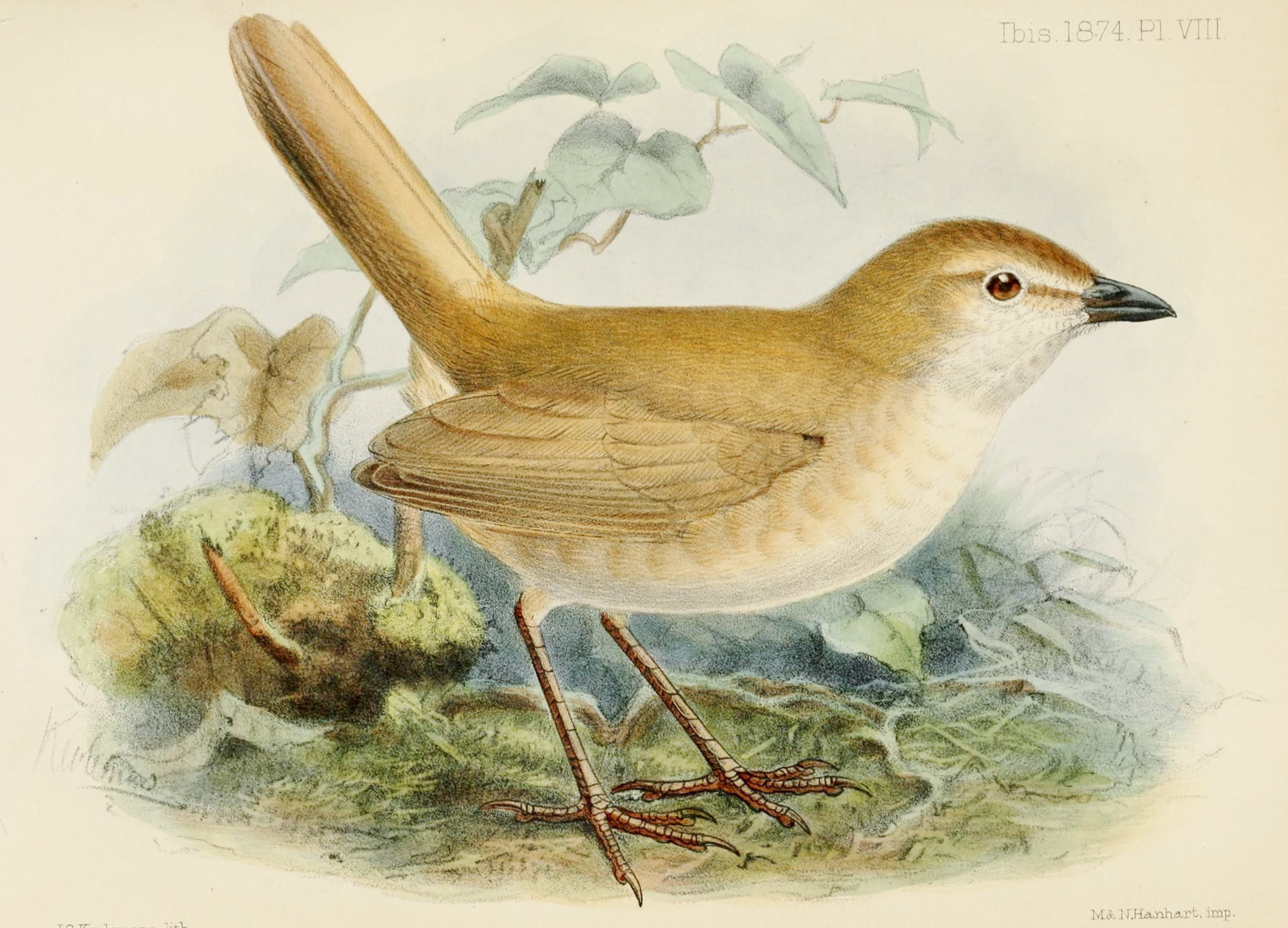
Teledromas fuscus, ilustración de Keulemans, 1874.

### Descripción original
La especie T. fuscus fue descrita por primera vez por los ornitólogos británicos Philip Lutley Sclater y Osbert Salvin en 1873 bajo el nombre científico Rhinocrypta fusca; localidad tipo «Mendoza, Argentina».
El género Teledromas fue descrito por los ornitólogos estadounidenses Alexander Wetmore y James Lee Peters en 1922.

### Etimología
El nombre genérico masculino «Teledromas» deriva del griego «tēle»: a la distancia, y «dromas»: correr; significando «que se aleja corriendo»; y el nombre de la especie «fuscus», proviene del latín: pardo, moreno, de color oscuro, negruzco.

### Taxonomía
Muestra alguna similitud estructural con el género Melanopareia, pero los estudios bioquímicos indican tratarse claramente de un miembro de Rhinocryptidae. Es monotípica.
Los estudios de genética molecular de Ericson et al., 2010 confirman la monofilia de la familia Rhinocryptidae y sugieren la existencia de dos grandes grupos dentro de la misma, de forma muy general, el formado por las especies de mayor tamaño, al que pertenece el presente, y el integrado por las especies menores. Ohlson et al. 2013 proponen la división de la familia en dos subfamilias. La presente pertenece a una subfamilia Rhinocryptinae Wetmore, 1930 (1837), junto a Pteroptochos, Scelorchilus, Psilorhamphus, Liosceles, Acropternis y Rhinocrypta.